# Ведерников, Иван Корнеевич
Иван Корнеевич Ведерников (17 ноября 1923 — 14 августа 2018, Москва) — полковник Советской Армии, участник Великой Отечественной войны, лётчик-испытатель, Герой Советского Союза (1981).

## Биография
Иван Ведерников родился 17 ноября 1923 года в селе Новокраснянка (ныне — Кременский район Луганской области Украины). Всё детство он провёл в городе Рубежное, где его отец работал слесарем на заводе, там же окончил среднюю школу в 1941 году. В том же 1941 году он окончил Лисичанский аэроклуб. 
В июле 1941 года он был призван на службу в Рабоче-крестьянскую Красную Армию. Сначала был зачислен в Роганскую военную авиационную лётную школу (под Днепропетровском), которая в августе эвакуирована в Омск.
В 1944 году Ведерников окончил Омскую военную авиационную школу пилотов и Объединённое военное авиационное училище в Грозном (там прошёл курс подготовки командиров звеньев). Затем осваивал тактику боевого применения бомбардировщика «Пе-2» в Казани и Йошкар-Оле. С февраля 1945 года — участник Великой Отечественной войны. Был лётчиком 35-го гвардейского бомбардировочного авиаполка, совершил 6 боевых вылетов на бомбардировщике «Пе-2», причём в четвёртом вылете сбит двумя немецкими истребителями, сумел перетянуть машины с одним выведенным из строя двигателем через линию фронта и посадил её «на брюхо». 
После окончания войны продолжил службу в Советской Армии в том же авиаполку (базировался в г. Шауляй), дослужился до заместителя командира эскадрильи и освоил бомбардировщик «Ту-2».
В 1950—1962 годах Ведерников был лётчиком-испытателем ГК НИИ ВВС. Принимал участие в государственных испытаниях бомбардировщиков «Ту-16» и «Ту-95», пассажирских самолётов «Ту-114» и «Ту-116». В январе 1962 года он был уволен в запас и перешёл на работу в ОКБ А. Н. Туполева. В 1962—1990 годах был лётчиком-испытателем этого ОКБ. Принимал участие в испытаниях противолодочных самолётов «Ту-142» и «Ту-142М», военного самолёта «Ту-95РЦ», пассажирских самолётов «Ту-104», «Ту-124», «Ту-114», «Ту-134», «Ту-144», «Ту-154», а также их различных модификаций.
До 2016 года проживал в городе Жуковском Московской области, работал инженером-методистом в ОКБ Туполева.
С 2016 года после выхода на пенсию Иван Корнеевич жил в Москве. Он умер 14 августа 2018 года. Похоронен на Троекуровском кладбище г. Москвы.

## Награды и звания
- Герой Советского Союза — за «мужество и героизм, проявленные при испытании новой авиационной техники» (указ Президиума Верховного Совета СССР от 3 сентября 1981 года,  медаль «Золотая Звезда» за номером 11459)[1]
- Орден Ленина (дважды)
- Орден Октябрьской Революции
- Орден Красного Знамени
- Орден Отечественной войны 1-й степени
- Орден Красной Звезды, медали[1]
- Заслуженный лётчик-испытатель СССР
- Почётный гражданин города Жуковский[4].

## Память

Мемориальная доска памяти И. К. Ведерникова в Жуковском

- Мемориальная доска памяти Героя Советского Союза И. К. Ведерникова установлена в г. Жуковском на д. 10 по ул. Маяковского, где он жил.